# 1993 en astronomie
| Années de l'astronomie : 1990 - 1991 - 1992 - 1993 - 1994 - 1995 - 1996    |
| Décennies de l'astronomie : 1960 - 1970 - 1980 - 1990 - 2000 - 2010 - 2020 |

Cet article présente les événements qui se sont produits pendant l'année 1993 dans le domaine de l'astronomie.

## Événements

### Décembre
- 2 décembre : lancement de la navette spatiale Endeavour pour la mission STS-61 afin de réparer le télescope spatial Hubble.